# Abies yuanbaoshanensis
Abies yuanbaoshanensis ist eine Pflanzenart aus der Gattung der Tannen (Abies) in der Familie der Kieferngewächse (Pinaceae). Sie kommt im chinesischen Autonomen Gebiet Guangxi endemisch vor. Der natürliche Bestand der erst 1980 beschriebenen Art umfasst nur rund 100 Exemplare.

## Beschreibung
Abes yuanbaoshanensis wächst als immergrüner Baum, der Wuchshöhen von bis zu 25 Meter und Brusthöhendurchmesser von bis zu 60 Zentimeter erreichen kann. Die dunkel rotbraune Borke ist ungleichmäßig aufgerissen. Die unbehaarte Rinde der Zweige ist anfangs gelb- oder hellbraun gefärbt und nach zwei bis drei Jahren geht die Färbung in ein bräunliches Schwarz über.
Die sehr harzigen, konischen Winterknospen sind braunrot gefärbt. Die leicht radial an den Zweigen angeordneten, geraden Nadeln sind 1 bis 2,7 Zentimeter lang und 1,8 bis 2,5 Millimeter breit. An der Nadelunterseite findet man zwei weiße Stomatabänder.
Die Blütezeit liegt im Mai. Die mit einer Länge von 8 bis 9 Zentimeter und einem Durchmesser von 4,5 bis 5 Zentimeter kurz-zylindrischen Zapfen sind anfangs gelbgrün und zur Reife im Oktober hell braungelb gefärbt. Die mit einer Länge von rund 1 Zentimeter verkehrt-dreieckigen bis elliptischen, blasigen und harzigen Samen sind dunkel rotbraun gefärbt. Der Samenflügel ist rund zweimal so lang wie der Samen.

## Vorkommen
Das natürliche Verbreitungsgebiet von Abies yuanbaoshanensis liegt im Norden des chinesischen Autonomen Gebiets Guangxi; dort kommt sie auf dem Yuanbao Shan im Autonomen Kreis Rongshui vor. Sie wächst in Höhenlagen von 700 bis 2100 Metern.

## Systematik
Abies yuanbaoshanensis wird innerhalb der Gattung der Tannen (Abies) der Sektion Pseudopicea und der Untersektion Delavayianae zugeordnet. Die Erstbeschreibung durch Y. J. Lu und Li Kuo Fu erfolgte 1980 in The genus Abies discovered for the first time in Guangxi and Hunan, in Acta Phytotaxonomica Sinica, 18 (2), S. 206–207, Tafel 1. Das Typusmaterial wurde durch Y. J. Lu gesammelt. Ein Synonym für Abies yuanbaoshanensis Y.J.Lu & L.K.Fu ist Abies fabri subsp. yuanbaoshanensis (Y.J.Lu & L.K.Fu) Silba.

## Gefährdung und Schutz
Abies yuanbaoshanensis wird in der Roten Liste der IUCN als „vom Aussterben bedroht“ geführt. Am natürlichen Standort wachsen nur rund 100 Bäume, von denen die meisten über 100 Jahre alt sind. Als Hauptgefährdungsgründe gelten die langsame Verjüngung sowie der Samenfrass durch Eichhörnchen. Einen weiteren Gefährdungsfaktor stellt der Konkurrenzdruck mit verschiedenen Fargesia-Arten dar.